# والتر هايت
والتر هايت (بالإنجليزية: Walter Hyatt)‏ هو مغني وكاتب أغاني أمريكي، ولد في 25 أكتوبر 1949، وتوفي في 11 مايو 1996.

## وصلات خارجية
- والتر هايت على موقع ميوزك برينز (الإنجليزية)
- والتر هايت على موقع ديسكوغز (الإنجليزية)